# Бриск
Бриск (фр. Brusque) насеље је и општина у јужној Француској у региону Миди Пирене, у департману Аверон која припада префектури Мијо.
По подацима из 2011. године у општини је живело 301 становника, а густина насељености је износила 8,32 становника/km². Општина се простире на површини од 36,18 km². Налази се на средњој надморској висини од 452 метара (максималној 1.080 m, а минималној 416 m).

## Демографија
| 1962. | 1968. | 1975. | 1982. | 1990. | 1999. | 2011. |
| ----- | ----- | ----- | ----- | ----- | ----- | ----- |
| 545   | 594   | 540   | 527   | 422   | 366   | 301   |

График промене броја становника у току последњих година